# Château de Pontié
Le château de Pontié, situé sur la commune de Cornebarrieu (Haute-Garonne), est un petit château qui fait partie des quelques demeures remarquables de la commune. Il accueille aujourd'hui des réceptions et séminaires d'entreprises.

## Le Château

### Situation géographique
Posé une altitude de 182 mètres, il se trouve sur le bord d'un plateau bordé à l'ouest par la forêt de Bouconne et à l'est par la vallée de l'Aussonnelle.

### Architecture
Le château de Pontié n'a de château que le nom que lui permet son imposante stature.
Quasi frère jumeaux du château d'Allièz, présent sur la même commune, son architecture est celle d'une maison de maître. La présence de quelques structures légères de défenses, notamment dans les angles des deux tours (3 meurtrières), permet d'envisager une ancienne ferme fortifiée. Entièrement construit avec des briques toulousaines de 16 x 32 cm, par ressemblance il pourrait s'inscrire dans les œuvres de l'architecte et ingénieur de la sénéchaussée de Toulouse, Dominique Bachelier (1530-1594), célèbre architecte toulousain à l'origine des châteaux de Laréole, les Varennes et Mauremont.
Une modification majeure de sa façade a vu pousser une mirande (une tour d'agrément) qui donne à cette maison un accent original de style toscan.

### Histoire
Les archives locales et départementales sont totalement muettes quant à l'histoire de cette maison.
En 1897, les propriétaires du château de Laran voisin l'achètent pour leur second fils. Depuis, une branche de cette famille occupe toujours la propriété.
La présence de cette demeure sur les cartes du XVIIe siècle peut laisser imaginer une antériorité plus importante.
Certaines incohérences architecturales sont la preuve de remaniements au fil des siècles, sûrement pour donner à cette place une orientation agricole comme le laisse présager l'aile dont le rajout récent (sûrement au cours du XIXe siècle est indiscutable.
Désormais, en plus de son activité agricole, la demeure a été adaptée pour organiser des réceptions et séminaires professionnels.

### Curiosités
Une fontaine bâtie en brique rouge se situe dans les bois de cette demeure. Elle abrite quelques rares salamandres.
Son eau, selon la légende, permettrait de vivre jusqu'à 100 ans, en la consommant tous les jours.